# John Anthony Brooks
John Anthony Brooks (født 28. januar 1993 i Berlin, Tyskland) er en amerikansk/tysk fodboldspiller (midterforsvarer). Han spiller for VfL Wolfsburg i den tyske Bundesliga.
Brooks spillede som ungdomsspiller hos Hertha Berlin i sin fødeby. I 2012 blev han indlemmet i klubbens førsteholdstrup, og debuterede for holdet den 3. august 2012 i et 2. Bundesliga-opgør mod Paderborn.

## Landshold
Brooks besidder både et tysk og et amerikansk statsborgerskab, men spiller for USA's landshold. Han står (pr. april 2018) noteret for 33 kampe for holdet, som han debuterede for 14. august 2013 i en venskabskamp mod Bosnien. Han var en del af den amerikanske trup til VM i 2014 i Brasilien, hvor han med et hovedstød kort før tid blev matchvinder i amerikanernes første gruppekamp mod Ghana.